# Столник
Сто́лник (болг. Столник) — село в Софійській області Болгарії. Входить до складу общини Єлин Пелин.

## Населення
За даними перепису населення 2011 року у селі проживали 780 осіб.
Національний склад населення села:
| Національність   | Кількість осіб | Відсоток |
| ---------------- | -------------- | -------- |
| болгари          | 647            | 97,1%    |
| цигани           | 17             | 2,6%     |
| Всього відповіли | 666            |          |

Розподіл населення за віком у 2011 році:
Динаміка населення: